# Guillaume-Marie-Joseph Labouré
Guillaume-Marie-Joseph Labouré (27 de outubro de 1841 - 21 de abril de 1906) foi cardeal arcebispo de Rennes.

## Biografia
Nascido em Achiet-le-Petit , ele estudou na Saint-Sulpice Seminário em Paris e foi ordenado ao sacerdócio em 23 de Setembro de 1865. Nos Diocese de Arras , ele serviu como um professor e superiores de seu seminário menor e também vigário geral .
Em 27 de março de 1885, foi nomeado bispo de Le Mans pelo papa Leão XIII . Ele recebeu sua consagração episcopal no dia 31 de maio do Arcebispo Guillaume Meignan , com os Bispos Clovis Catteau e Désire Donnel servindo como co-consagradores . Ele foi promovido à Arquidiocese de Rennes em 15 de junho de 1893 e nomeado Assistente no Trono Pontifício em 26 de junho de 1896.
Leo XIII criou Priest cardinal de S. Maria Nuova e S. Francesca in Foro Romano no consistório de 19 de abril de 1897. Ele participou do conclave papal de 1903 , que elegeu o Papa Pio X .
Ele morreu em Rennes e foi enterrado na catedral lá.

## Link Externo
- Cardinaux du Consistoire du 19 avril 1897